# Ford Sterling
Ford Sterling (La Crosse, Wisconsin, 11 de març de 1883 - Los Angeles, Califòrnia, 13 d'octubre de 1939) va ser una actor nord-americà molt popular en els primers anys del cinema mut per les seves caracteritzacions còmiques.

## Biografia
Ford Sterling (George Ford Stich Jr.) va néixer a La Crosse el 1883 i de jove va treballar en el John Robinson Big Top circus fent de Keno el nen pallasso. La seva carrera cinematogràfica va començar el 1911 als estudis de la Biograph, però quan Mack Sennett va abandonar aquesta companyia per crear al Keystone, Sterling el va seguir. Allà va ser un dels actors principals de les comèdies de slapstick interpretant personatges enfadats i de gestos ridículs com Teheezal, el cap de policia dels Keystone Cops. El 1914 va deixar la Keystone per la LKO de Henry Lehrman però va tornar-hi a finals del 1915 i després de nou el 1918. Tot i que els temps havien canviat i ja no era una de les figures principals, a partir dels anys 20 va tornar a gaudir d'una certa popularitat i va treballar en moltes pel·lícules com a freelance. D'aquesta època destaca The Show Off (1926). Va realitzar la transició al cinema sonor sense problemes i va continuar interpretant fins a l'any 1936. Actor molt prolífic, va participar en més de 300 pel·lícules.

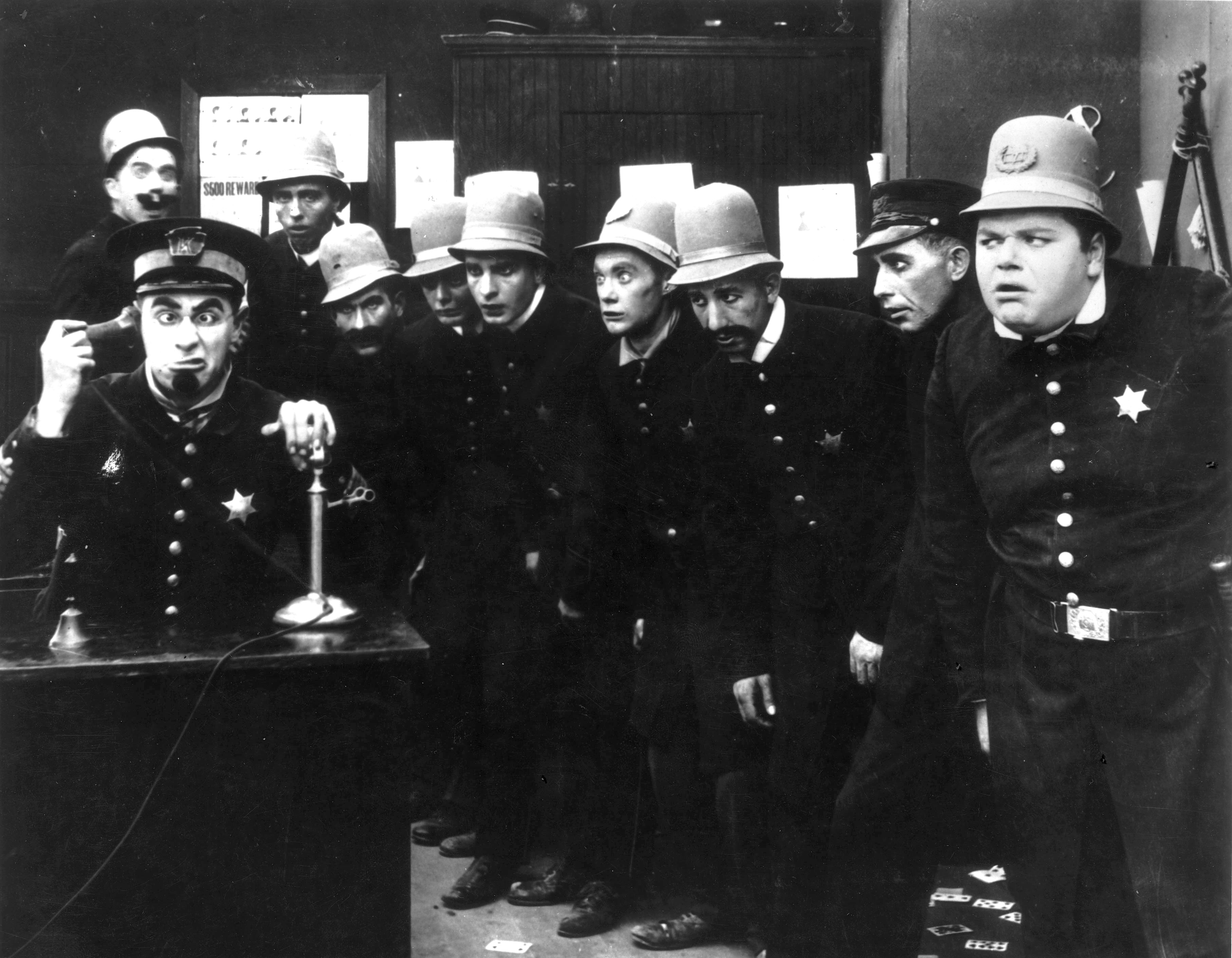
Ford Sterling com a Teheezal, cap de policia dels Keystone Cops a la pel·lícula In the Clutches of the Gang (1914)

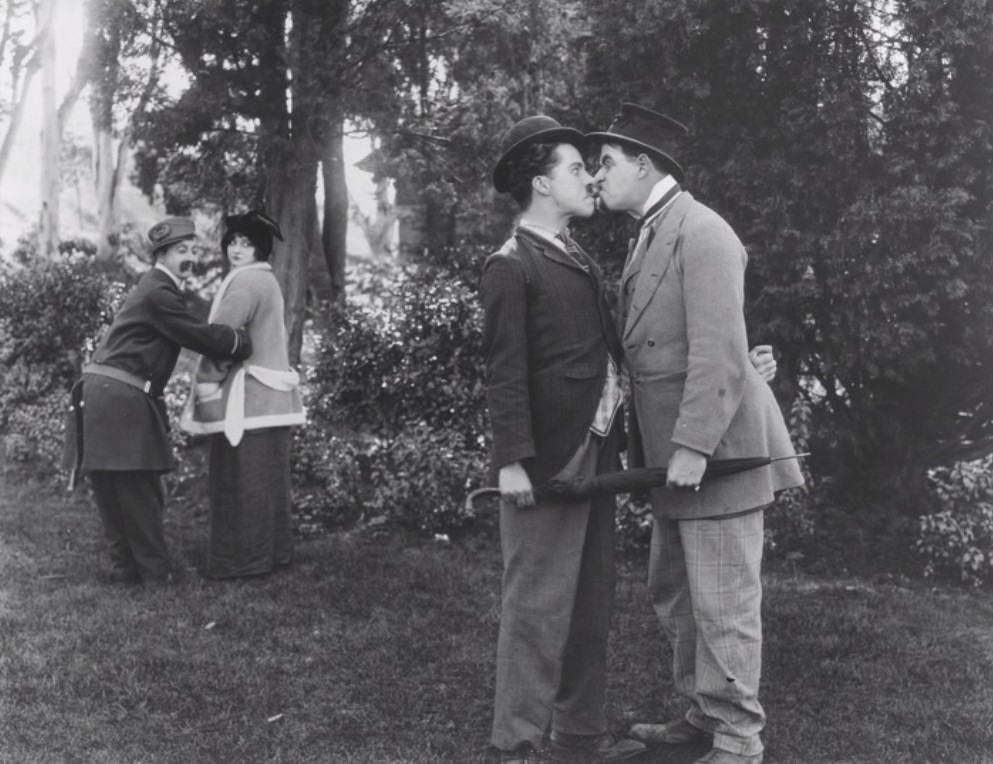
Imatge de la pel·lícula Between Showers (1914) amb Charles Chaplin i Ford Sterling en primer pla i Chester Conklin i Emma Clifton al fons.

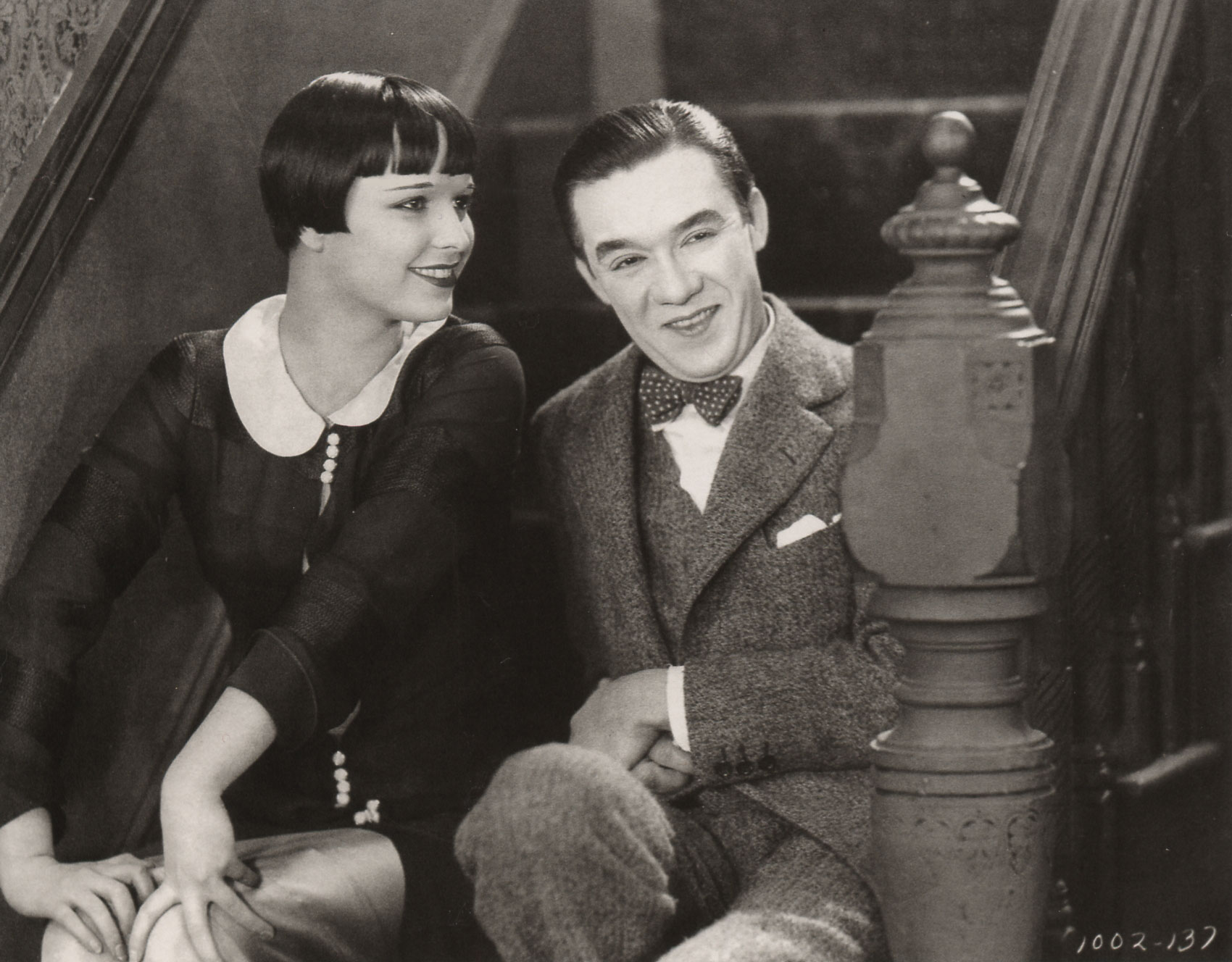
Ford Sterling i Louise Brooks a la pel·lícula The Show Off (1926)

Apart d'actor, també va dirigir diverses de les seves pel·lícules i va ser un fotògraf de renom i un gran expert en el procés fotogràfic del bromoli. També va crear una tira còmica denominada "The Sterling Kids" per al Chicago American. Va patir multitud de problemes de salut (havia patit diabetis molts anys) i es va retirar després de l'amputació d'una cama. Va morir d'un atac de cor el 13 d'octubre de 1939.

## Filmografia parcial
- The Lucky Horseshoe (1911)
- Taking his Medicine (1911)
- The Inventor's Secret (1911)
- Too Many Burglars (1911)
- The Fatal Chocolate (1912)
- An Interrumped Elopement (1912)
- Pedro's Dilemma (1912)
- The Water Nymph (1912)
- The Flirting Husband (1912)
- At It Again (1912)
- Mabel's Lovers (1912)
- Ambitious Butler (1912)
- Mabel's Adventures (1912)
- Hoffmeyer's Legacy (1912)
- Safe in Jail (1913)
- Murphy's I.O.U. (1913)
- His Chum the Baron (1913)
- That Ragtime Band (1913)
- The Foreman of the Jury (1913)
- The Gangsters (1913)
- Mabel's Awful Mistakes (1913)
- Barney Oldfield's Race for a Life (1913)
- The Speed Queen (1913)
- The Waiters' Picnic (1913)
- Peeping Pete (1913)
- A Bandit (1913)
- For the Love of Mabel (1913)
- Love and Courage (1913)
- Professor Bean's Removal (1913)
- The Riot (1913)
- Mabel's Dramatic Career (1913)
- The Faithful Taxicab (1913)
- When Dreams Come True (1913)
- Two Old Tars (1913)
- The Speed Kings (1913)
- Fatty at San Diego (1913)
- Wine (1913)
- A Ride for a Bride (1913)
- Fatty's Flirtation (1913)
- Some Nerve (1913)
- Cohen Saves the Flag (1913)
- A Game of Pool (1913)
- Her Birthday Present (1913)
- The Chief's Predicament (1913)
- A Misplaced Foot (1914)
- In the Clutches of the Gang (1914)
- A Robust Romeo (1914)
- A Thief Catcher (1914)
- Between Showers (1914)
- A Film Johnnie (1914)
- Tango Tangles (1914)
- Across the Hall (1914)
- That Minstrel Man (1914)
- The Sea Nymphs (1914)
- Hogan's Romance Upset (1915)
- That Little Band of Gold (1915)
- Court House Crooks (1915)
- Fatty and the Broadway Stars (1915)
- Love and Vengeance (1915)
- His Pride and Shame (1916)
- His Lying Heart (1916)
- Stars and Bars (1917)
- Fools and Duels (1919)
- Yankee Doodle in Berlin (1919)
- Don't Weaken! (1920)
- Love, Honor and Behave (1920)
- Married Life (1920)
- Oh, Mabel Behave (1922)
- The Stranger's Banquet (1922)
- The Brass Bottle (1923)
- The Day of Faith (1923)
- The Destroying Angel (1923)
- Hollywood (1923) cameo
- The Day of Faith (1923)
- Wild Oranges (1924)
- He Who Gets Slapped (1924)
- So Big (1924)
- Stage Struck (1925)
- Daddy's Gone A-Hunting (1925)
- The American Venus (1926)
- Miss Brewster's Millions (1926)
- Good and Naughty (1926)
- Mantrap (1926)
- The Show Off (1926)
- Stranded in Paris (1926)
- The Road to Glory (1926)
- Casey at the Bat (1927)
- For the Love of Mike (1927)
- Gentlemen Prefer Blondes (1928)
- Dreary House (1928)
- Wife Savers (1928)
- The Girl in the Show (1929)
- Sally (1929)
- The Fall of Eve (1929)
- Show Girl in Hollywood (1930)
- Spring Is Here (1930)
- Bride of the Regiment (1930)
- Her Majesty, Love (1931)
- Stout Hearts and Willing Hands (1931)
- Alice in Wonderland (1933)
- Keystone Hotel (1935)
- The Headline Woman (1935)
- Black Sheep (1935)
- Behind the Green Lights (1935)
- All Business (1936)